# Llista de Creus de Sant Jordi/1991/Entitats

#### Entitats
Informació actualitzada per un bot. Els canvis manuals es perdran quan s'actualitzi!
| Entitat                                        | Wikidata  | Descripció                                                                                        | Imatge |
| ---------------------------------------------- | --------- | ------------------------------------------------------------------------------------------------- | ------ |
| Hospital de la Santa Creu i Sant Pau           | Q507282   | Hospital de Barcelona                                                                             |        |
| Gran Enciclopèdia Catalana                     | Q2664168  | enciclopèdia catalana                                                                             |        |
| Il·lustre Col·legi de l'Advocacia de Barcelona | Q8347714  | L'ICAB és una Corporació de Dret Públic de caràcter professional, fundada el 17 de gener de 1833. |        |
| Casa Asil de Sant Andreu                       | Q11912685 |                                                                                                   |        |
| Acadèmia Catòlica de Sabadell                  | Q17586692 | institució catòlica d'aquesta ciutat                                                              |        |
| Institut Francès de Barcelona                  | Q17606837 |                                                                                                   |        |